# Via Cisterna dell'Olio
Via Cisterna dell'Olio è una strada storica di Napoli che corre da via Toledo (a pochi passi da piazza Dante) fino a via Domenico Capitelli (nelle immediatezze di piazza del Gesù Nuovo).

## Storia
L'asse viario è così detto in quanto nel 1588, su progetto dell'architetto Giovanni Vincenzo Della Monica, venne deliberata la costruzione nel sottosuolo di quattro cisterne per la conservazione dell'olio.
Le cisterne sono chiaramente visibili nel disegno elaborato da Giuseppe Astarita, scavate lungo le mura in entrambe le direzioni di Santa Maria di Costantinopoli e del palazzo Pignatelli di Monteleone.
In ogni caso, tutte le cisterne vennero dismesse nel 1787. In superficie comunque alle cisterne andò sviluppandosi un'edilizia modesta poi sostituita dal palazzo Giannini e ne seguì poi la ristrutturazione del palazzo al numero 8 di vico I Quercia.
Sulla cisterna fatta costruire nel 1731, nel 1921 partirono gli interventi di messa e fondazione dell'edificio che oggi ospita il cinema Modernissimo. In quest'area, dove già soggiornò Italo Ferraro che ivi scrisse il suo Atlante Storico della città di Napoli, nel 1870 venne edificato uno stabilimento per Bagni di proprietà della famiglia Degni. Nel 1959 l'architetto Perna lo rinnovò mutandone la destinazione d'uso e nel 1994 gli architetti Antonio Costa e Giancarlo Scognamiglio, su quello spazio incavato per la cisterna dell'olio, vi ricavarono la struttura moderna di quattro sale cinematografiche.

## Percorso
La via è stretta ad L e collega la porzione centrale di via Domenico Capitelli, asse viario che compone Spaccanapoli, con l'estrema propaggine nord di via Toledo nell'Insula dello Spirito Santo sul limitare di piazza Dante Alighieri.
In ogni caso, nei pressi sorgevano anticamente mura seicentesche, che in questa via girano spalla a spalla col vico Carceri Sanfelice tra un edificio e la chiesa di San Michele Arcangelo al Mercatello in luogo delle mura aragonesi.
Vi sono alcuni palazzi storici degni di nota: il palazzo Giovene di Girasole, il palazzo Torre (al civico 13), il palazzo dalla bella facciata tardo-barocca al civico 18 e il palazzo al civico 10, dove aveva casa San Giuseppe Moscati.